# Jørgen Bing
Jørgen Bing (født 26. juni 1956) er en dansk skuespiller og byrådsmedlem i Hjørring Kommune.
Bing er uddannet fra Skuespillerskolen ved Aarhus Teater i 1984. Han har været skuespiller på Vendsyssel Teater siden 1992 og var dets teaterchef 2000-2003.
Han har været medlem af byrådet i Hjørring Kommune valgt for Socialistisk Folkeparti siden 2006. Bing bor i landsbyen Rolighed syd for Hjørring.

## Filmografi
- Jeg elsker dig (1987)
- Bryggeren (1996-1997)
- Vikaren (2007)
- Klumpfisken (2014)
- Idioten (2023)